# Gynoplistia (Gynoplistia) apicalis apicalis
Gynoplistia (Gynoplistia) apicalis apicalis is een ondersoort van de tweevleugelige Gynoplistia (Gynoplistia) apicalis uit de familie steltmuggen (Limoniidae). De ondersoort komt voor in het Australaziatisch gebied.